# Misopates salvagense
Misopates salvagense (Польові ротики селваженшські) — вид рослин з родини подорожникові (Plantaginaceae), ендемік Островів Селваженш. Портал «The Plant List» наводить цей таксон зі статусом «невирішена назва».

## Поширення
Ендемік Островів Селваженш, можливо також Канарських островів.